# Jagdgeschwader 142
La Jagdgeschwader 142  (JG 142) (142e escadron de chasseurs), surnommée Horst Wessel, est une unité de chasseurs de la Luftwaffe à l'aube de la Seconde Guerre mondiale.
Active à la fin de 1938, l'unité était affectée aux missions visant à assurer la supériorité aérienne de l'Allemagne dans le ciel de l'Europe.

## Origine du surnom
L'unité fut baptisée en l’honneur de Horst Wessel, martyr de la cause nazie.
Du 4 janvier 1936 au 8 mai 1945, le nom Horst Wessel a toujours été porté par une unité de la Luftwaffe même après la dissolution de celle-ci. 
Les unités ayant porté le nom Horst Wessel sont successivement :
| Nom                     | Début             | Fin               |
| ----------------------- | ----------------- | ----------------- |
| Jagdgeschwader 134      | 4 janvier 1936    | 1er novembre 1938 |
| Jagdgeschwader 142      | 1er novembre 1938 | 1er janvier 1939  |
| Zerstörergeschwader 142 | 1er janvier 1939  | 1er mai 1939      |
| Zerstörergeschwader 26  | 1er mai 1939      | Juillet 1944      |
| Jagdgeschwader 6        | Juillet 1944      | 8 mai 1945        |

## Opérations
Le JG 142 opère sur des chasseurs :
- Messerschmitt Bf 109D.

## Organisation

### Stab. Gruppe
Formé le 1er novembre 1938 à Dortmund à partir du Stab/JG 134. 

Le 1er janvier 1939, le Stab./JG 142 est renommé Stab/ZG 142.
Geschwaderkommodore (Commandant de l'escadron) :
| Début             | Fin              | Grade  | Nom                          |
| ----------------- | ---------------- | ------ | ---------------------------- |
| 1er novembre 1938 | 1er janvier 1939 | Oberst | Kurt-Bertram von Döring (en) |

### I. Gruppe
Formé le 1er novembre 1938 à Dortmund à partir du I/JG 134 avec :
- Stab I./JG 142 à partir du Stab I./JG 134
- 1./JG 142 à partir du 1./JG 134
- 2./JG 142 à partir du 2./JG 134
- 3./JG 142 à partir du 3./JG 134

Le 1er janvier 1939, le I./JG 142 est renommé I./ZG 142 :
- Stab I./JG 142 devient Stab I./ZG 142
- 1./JG 142 devient 1./ZG 142
- 2./JG 142 devient 2./ZG 142
- 3./JG 142 devient 3./ZG 142

Gruppenkommandeure (Commandant de groupe) :
| Début             | Fin              | Grade          | Nom                    |
| ----------------- | ---------------- | -------------- | ---------------------- |
| 1er novembre 1938 | 1er janvier 1939 | Oberstleutnant | Hermann Frommherz (en) |

### II. Gruppe
Formé le 1er novembre 1938 à Werl à partir du II/JG 134 avec :
- Stab II./JG 142 à partir du Stab II./ZG 142
- 4./JG 142 à partir du 4./ZG 142
- 5./JG 142 à partir du 5./ZG 142
- 6./JG 142 à partir du 6./ZG 142

Le 1er janvier 1939, le II./JG 142 est renommé II./ZG 142 :
- Stab II./ZG 142 devient Stab II./ZG 142
- 4./JG 142 devient 4./ZG 142
- 5./JG 142 devient 5./ZG 142
- 6./JG 142 devient 6./ZG 142

Gruppenkommandeure :
| Début             | Fin              | Grade | Nom                  |
| ----------------- | ---------------- | ----- | -------------------- |
| 1er novembre 1938 | 1er janvier 1939 | Major | Friedrich Vollbracht |

### III. Gruppe
Formé le 1er novembre 1938 à Lippstadt à partir du IV/JG 134 avec :
- Stab III./JG 142 à partir du Stab IV./JG 134
- 7./JG 142 à partir du 10./JG 134
- 8./JG 142 à partir du 11./JG 134
- 9./JG 142 à partir du 12./JG 134

Le 1er janvier 1939, le III./JG 142 est renommé III./ZG 142 :
- Stab III./JG 142 devient Stab III./ZG 142
- 7./JG 142 devient 7./ZG 142
- 8./JG 142 devient 8./ZG 142
- 9./JG 142 devient 9./ZG 142

Gruppenkommandeure :
| Début             | Fin              | Grade     | Nom             |
| ----------------- | ---------------- | --------- | --------------- |
| 1er novembre 1938 | 1er janvier 1939 | Hauptmann | Johannes Schalk |